# Mirko Jahn
Mirko Jahn (ur. 18 maja 1966) – wschodnioniemiecki, a potem niemiecki zapaśnik walczący w stylu klasycznym.
Wicemistrz świata w 1986; piąty w 1987. Drugi na ME młodzieży w 1986 roku.
Mistrz NRD w 1988; drugi w 1987; trzeci w 1989. Wicemistrz Niemiec w 1994 i trzeci w 1992 roku.